# 第六代蘇格蘭王室總務官華特·斯圖爾特
華特·斯圖爾特（英語：Walter Stewart，約1296年－1327年4月9日），第六代蘇格蘭王室總務官，蘇格蘭國王羅伯特一世的女婿。

## 家庭
1315年，華特與瑪喬里·布魯斯公主結婚，兩人的兒子即為日後的羅伯特二世。1327年4月9日，他在巴斯蓋特城堡去世，與他第一任妻子瑪喬麗·布魯斯及五代祖先安葬在派斯爾修道院教堂修道院牆上的紀念碑刻著如下：
永遠懷念蘇格蘭王室總務官。他們在這裡安息，佩斯利修道院教堂的高壇。
（In everlasting memory of the High Stewards of Scotland. Here rest their bodies where stood the high altar of this Abbey Church of Paisley.）
| 貴族庭職務             | 貴族庭職務                      | 貴族庭職務        |
| ---------------------- | ------------------------------- | ----------------- |
| 前任： 詹姆斯·斯圖亞特 | 蘇格蘭王室總務官 1309年－1327年 | 繼任： 羅伯特二世 |